# Севастократор

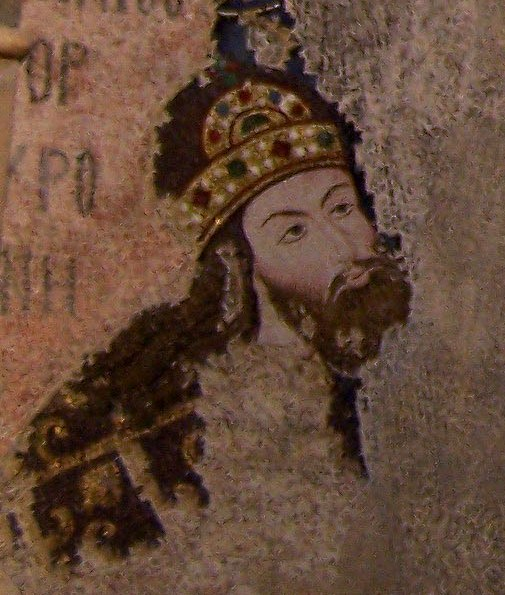
Севастократор Ісаак Комнін. Фреска з константипольської церкви Хора

Себастократор або Севастократор (грец. Σεβαστοκράτωρ, болг. Севастократор, серб. Севастократор) — один з найвищих титулів у Візантійській імперії. Назва є похідною від довільного перекладу з латини слова Augustus - Себастос (в значенні «шляхетний», «славний») і грецького слова κράτωρ («володар»). 
Титул був запроваджений Олексієм I Комніном для свого старшого брата Ісаака, щоб позначити його статус вищим за становище зятя імператора — Никифора, який вже мав титул цезаря. Титул вважався другим в ієрархії після василевса до 1163 року, коли Мануїл I запровадив титул деспота.
Пізніше титул севастократора був запозичений і деякими сусідніми з Візантією державами, зокрема Сербією і Болгарією.